# أبو السداد
أبو السداد هي إحدى قرى محافظة الدرب في منطقة جازان الواقعة جنوب غرب السعودية.

## نبذة
تبعد قرية أبو السداد حوالي 1 كم شمال مدينة الدرب، وبلغ عدد سكانها بحسب التعداد السكاني سنة 2010م حوالي 5,536 نسمة منهم 4,270 من السعوديين و1,266 من غير السعوديين.